# Distrito Escolar de Westminster
El Distrito Escolar de Westminster (Westminster School District, WSD) es un distrito escolar de California. Tiene su sede en Westminster. El distrito gestiona escuelas en Westminster, Garden Grove, Huntington Beach, y Midway City. WSD tiene 17 escuelas.
El distrito Distritos se gradúan sus estudiantes a Distrito Escolar Huntington Beach Union High (HBUHSD).

## Escuelas
- Escuela Elemental Anderson (Garden Grove)
- Escuela Clegg (Huntington Beach)
- Escuela Elemental DeMille (Midway City)
- Escuela Elemental Eastwood (Westminster)
- Escuela Elemental Finley (Westminster)
- Escuela Elemental Fryberger (Westminster)
- Escuela Elemental Hayden (Midway City)
- Escuela Johnson (Westminster)
- Escuela Elemental Meairs (Garden Grove)
- Escuela Elemental Schmitt (Westminster)
- Escuela Elemental Schroeder (Huntington Beach)
- Escuela Elemental Sequoia (Westminster)
- Escuela Stacey / Clegg (Huntington Beach)
- Warner Middle School (Westminster)
- Escuela Elemental Webber (Westminster)
- Escuela Elemental Willmore (Westminster)
- Escuela Land (Westminster)